# Hemithyrsocera persona
Hemithyrsocera persona är en kackerlacksart som beskrevs av Roth, L. M. 1995. Hemithyrsocera persona ingår i släktet Hemithyrsocera och familjen småkackerlackor. Inga underarter finns listade i Catalogue of Life.